# Герни, Айвор
Айвор Герни (англ. Ivor Gurney; 28 августа 1890, Глостер — 26 декабря 1937, Дартфорд, Кент) — британский поэт и композитор. Представитель течения «английских окопных поэтов»

## Биография
Айвор Герни родился в Глостере в семье городского портного. В подростковом возрасте, под началом Херберта Брюэра он пел в хоре Глостерского собора. Поступив учиться в Королевский колледж музыки, он попал в класс, которым руководил Чарлз Станфорд, после знакомства с которым Герни загорелся желанием создать оперный цикл по мотивам драматических произведений Уильяма Йейтса. Однако летом 1912 года у Герни случился нервный срыв, после которого его интерес к музыке сменила тяга к поэзии. Несмотря на преследующие его ментальные проблемы, он смог сочинить и опубликовать необходимые для завершения первого курса колледжа музыкальные произведения. Примерно в это же время он познакомился со скрипачкой и музыковедом Марион Скотт, которая стала для Герни редактором, менеджером и преданным другом.
Через полгода после начала Первой мировой войны Герни бросил учёбу и записался добровольцем в пятый батальон Глостерширского полка, в составе которого после непродолжительной подготовки отправился в качестве связиста на поля сражений во Франции. На передовой он продолжил сочинять стихи и музыкальные композиции, беря напрокат пианино в разрушенных войной деревнях и отсылая потом письма со своими произведениями Марион Скотт. В конце 1916 года Глостерширский полк был переброшен на Сомму, а весной следующего года под Верман, где при преследовании отступающих немецких войск Герни получил ранение в руку. В сентябре 1917 года отравившись в окопе ядовитыми газами, он был отправлен в тыл на лечение, откуда в мае 1918 года был переведён в военный госпиталь Лорда Дерби в Уоррингтоне, из-за ухудшения психического состояния на фоне отравления. В октябре он был выписан и вернулся в Королевский колледж, где продолжил обучение у нового преподавателя Ральфа Воана-Уильямса.
После завершения обучения Герни в разное время работал в налоговой инспекции и на ферме. Позднее он стал голодать, а потом запил. В 1922 году им овладели мысли о самоубийстве, он был признан невменяемым и помещён сначала в психиатрическую больницу в Глостере, а затем в психиатрическую больницу в Дартфорде, где не предпринималось никаких попыток лечения, и где он скончался от туберкулёза в 1937 году.